# Doddington, Kent
Doddington är en ort och civil parish i grevskapet Kent i sydöstra England. Orten ligger i distriktet Swale, cirka 9 kilometer sydväst om Faversham och cirka 7 kilometer sydost om Sittingbourne. Civil parishen hade 586 invånare vid folkräkningen år 2021.